# Naso (Italia)
Naso (en siciliano: Nasu) es una localidad italiana de la provincia de Mesina, región de Sicilia, que en enero de 2008 contaba con 4.232 habitantes.

## Historia
Sus orígenes se remontan a la mitología cuya tradición dice que la antigua Agatirso se ubicaba en este sitio y que fue fundada por uno de los hijos del rey de los vientos Eolo, Agatirno, en el 1218 a. C.
En 1094, en la época de la dominación normanda en Sicilia, se asignan la mitad de las propiedades y rentas de los terrenos del feudo a la Abadía de San Bartolomeo de Lípari. Las propiedades restantes se repartieron al cavallero normando Godofredo de Garres y sus descendientes.
Se tiene más certeza de su fundación en la Alta Edad Media, así como sus señores feudales entre los que se recuerdan los Ventimiglia: en efecto, la baronia de Naso fue elevada a Condado bajo el mando de Carlo Ventimiglia. Por su importancia en la época,  recibe la calificación de Ciudad. Naso es conocida también porqué allí nació san Cono, patrono, además de Naso, de la localidad homónima del calatino (Catania).

Ubicación de la ciudad de Naso (Italia) dentro de la provincia de Mesina.

## Evolución demográfica
| Gráfica de evolución demográfica de Naso entre 1861 y 2001 |
|                                                            |
| Fuente ISTAT - Elaboración gráfica por parte de Wikipedia  |